# Seznam dílů seriálu Extant
Toto je seznam dílů seriálu Extant. V České republice je seriál vysílán stanicí Prima Cool.

## Přehled řad
| Řada | Díly | Premiéra v USA   | Premiéra v USA | Premiéra v ČR   | Premiéra v ČR  |
| Řada | Díly | První díl        | Poslední díl   | První díl       | Poslední díl   |
| ---- | ---- | ---------------- | -------------- | --------------- | -------------- |
| 1    | 13   | 9. července 2014 | 17. září 2014  | 15. března 2017 | 7. června 2017 |
| 2    | 13   | 1. července 2015 | 9. září 2015   | 14. června 2017 | 6. září 2017   |

## Seznam dílů

### První řada (2014)
| Č. v seriálu | Č. v řadě | Původní název            | Český název       | Režie             | Scénář          | Premiéra v USA    | Premiéra v ČR   |
| ------------ | --------- | ------------------------ | ----------------- | ----------------- | --------------- | ----------------- | --------------- |
| 1            | 1         | Re-Entry                 | Návrat            | Allen Coulter     | Mickey Fisher   | 9. července 2014  | 15. března 2017 |
| 2            | 2         | Extinct                  | Vyhynutí          | Matt Earl Beesley | Leslie Bohem    | 16. července 2014 | 22. března 2017 |
| 3            | 3         | Wish You Were Here       | Kéž bys tu byla   | Holly Dale        | Mickey Fisher   | 23. července 2014 | 29. března 2017 |
| 4            | 4         | Shelter                  | Skrýš             | Paris Barclay     | Greg Walker     | 30. července 2014 | 5. dubna 2017   |
| 5            | 5         | What on Earth is Wrong?  | Co se to děje?    | Dan Lerner        | Peter Ocko      | 6. srpna 2014     | 12. dubna 2017  |
| 6            | 6         | Nightmares               | Zlý sen           | Adam Arkin        | Eliza Clark     | 13. srpna 2014    | 19. dubna 2017  |
| 7            | 7         | More in Heaven and Earth | Zázraky kolem nás | Christine Moore   | Vanessa Reisen  | 20. srpna 2014    | 26. dubna 2017  |
| 8            | 8         | Incursion                | Odhalení          | Paul McCrane      | Gavin Johannsen | 20. srpna 2014    | 3. května 2017  |
| 9            | 9         | Care and Feeding         | Na útěku          | Dan Attias        | Mickey Fisher   | 27. srpna 2014    | 10. května 2017 |
| 10           | 10        | A Pack of Cards          | Hromádka karet    | Dan Lerner        | Leslie Bohem    | 27. srpna 2014    | 17. května 2017 |
| 11           | 11        | A New World              | Nový svět         | Kevin Dowling     | Eliza Clark     | 3. září 2014      | 24. května 2017 |
| 12           | 12        | Before the Blood         | Ti před krví      | David Solomon     | Peter Ocko      | 10. září 2014     | 31. května 2017 |
| 13           | 13        | Ascension                | Nanebevstoupení   | Miguel Sapochnik  | Mickey Fisher   | 17. září 2014     | 7. června 2017  |

### Druhá řada (2015)
| Č. v seriálu | Č. v řadě | Původní název                 | Český název       | Režie              | Scénář                                | Premiéra v USA    | Premiéra v ČR     |
| ------------ | --------- | ----------------------------- | ----------------- | ------------------ | ------------------------------------- | ----------------- | ----------------- |
| 14           | 1         | Change Scenario               | Změna scénáře     | Dan Lerner         | Liz Kruger a Craig Shapiro            | 1. července 2015  | 14. června 2017   |
| 15           | 2         | Morphoses                     | Adaptace          | Christine Moore    | Mickey Fisher                         | 8. července 2015  | 21. června 2017   |
| 16           | 3         | Empathy for the Devil         | Soucit s ďáblem   | Dan Lerner         | Les Bohem                             | 15. července 2015 | 28. června 2017   |
| 17           | 4         | Cracking the Code             | Genetický kód     | PJ Pesce           | Tom Pabst                             | 22. července 2015 | 5. července 2017  |
| 18           | 5         | The New Frontier              | Nová hranice      | Christine Moore    | Gianna Sobol                          | 29. července 2015 | 12. července 2017 |
| 19           | 6         | You Say You Want an Evolution | Evoluce           | Kevin Dowling      | Pamela Davis                          | 5. srpna 2015     | 19. července 2017 |
| 20           | 7         | The Other                     | Ti druzí          | Adam Kane          | Mike Werb                             | 5. srpna 2015     | 26. července 2017 |
| 21           | 8         | Arms and the Humanich         | Zbraně humaniků   | Olatunde Osunsanmi | Gavin Johanssen                       | 12. srpna 2015    | 2. srpna 2017     |
| 22           | 9         | The Other Side                | Druhá strana      | Kevin Dowling      | Les Bohem                             | 19. srpna 2015    | 9. srpna 2017     |
| 23           | 10        | Don't Shoot the Messenger     | Nestřílejte posly | Dan Lerner         | Tom Pabst                             | 26. srpna 2015    | 16. srpna 2017    |
| 24           | 11        | Zugzwang                      | Vynucený tah      | Ken Fink           | Mickey Fisher                         | 2. září 2015      | 23. srpna 2017    |
| 25           | 12        | Double Vision                 | Dvojité vidění    | Christine Moore    | námět: Pamela Davis scénář: Les Bohem | 9. září 2015      | 30. srpna 2017    |
| 26           | 13        | The Greater Good              | Vyšší dobro       | Adam Kane          | Liz Kruger a Craig Shapiro            | 9. září 2015      | 6. září 2017      |